# M15 General Officers model
M15 General Officers Model — пистолет калибра .45 ACP, разработанный Рок-Айлендским арсеналом для замены устаревших карманных пистолетов Colt Model 1903 и Model 1908. Пистолет был выпущен для высшего офицерского и генеральского состава армии США. M15 похож на Colt Commander и на M1911A1. Пистолет приняли на вооружение в 1972 году и производили до 1984 года. В настоящее время он не производится, но всё ещё остаётся на вооружении у офицеров, длительное время проходящих службу.

## История
M15 были переделаны из имевшихся запасов Colt M1911A1 и предназначались для высокопоставленных военнослужащих. Модель похожа на Colt Commander, но со внутренними изменениями. Позже был выпущен и принят на вооружение пистолет Colt Officers ACP, обычно именовавшийся просто «Officer». Целью этих мероприятий являлось оснащение высших офицеров мощным личным оружием с высоким останавливающим действием. По официальному обозначению М15 есть некоторые расхождения — но, возможно, оно звучало как Pistol, General Officers', Caliber .45, M15. Имеется альтернативный вариант: Pistol, Cal. .45, Semi-automatic, M1911A1, General Officer’s.

## Отличительные черты
Принцип работы M15 такой же, как и у пистолета Colt M1911A1, но он отличается более коротким стволом и большими прицельными приспособлениями, в том числе высокой мушкой. Магазины обеих моделей взаимозаменяемы. На торце пенала боевой пружины находится скоба для крепления страховочного ремешка.

## Офицерское оружие
M15 выполнен на более высоком уровне отделки. Открытые металлические части оружия, такие как предохранитель и затворная задержка ствола, имели полированную воронённую отделку, а верхняя часть ствола была покрыта чёрно-матовым покрытием. Рукоятки изготавливались из отборного ореха, в их поверхность врезалась латунная пластина, с выгравированным именем владельца. На поверхности кожуха-затвора выполнялась гравировка «General Officers Model» и аббревиатура «RIA» (Rock Island Arsenal). Пистолет выдавался с чёрным кожаным ремнём, чёрной кожаной кобурой, двумя чёрными кожаными карманами для магазинов, комплектом для чистки и тремя магазинами, на которых был серийный номер оружия. Пряжка ремня и другие металлические части были золотыми (для армии) и серебряными (для ВВС).